# Kit Carson

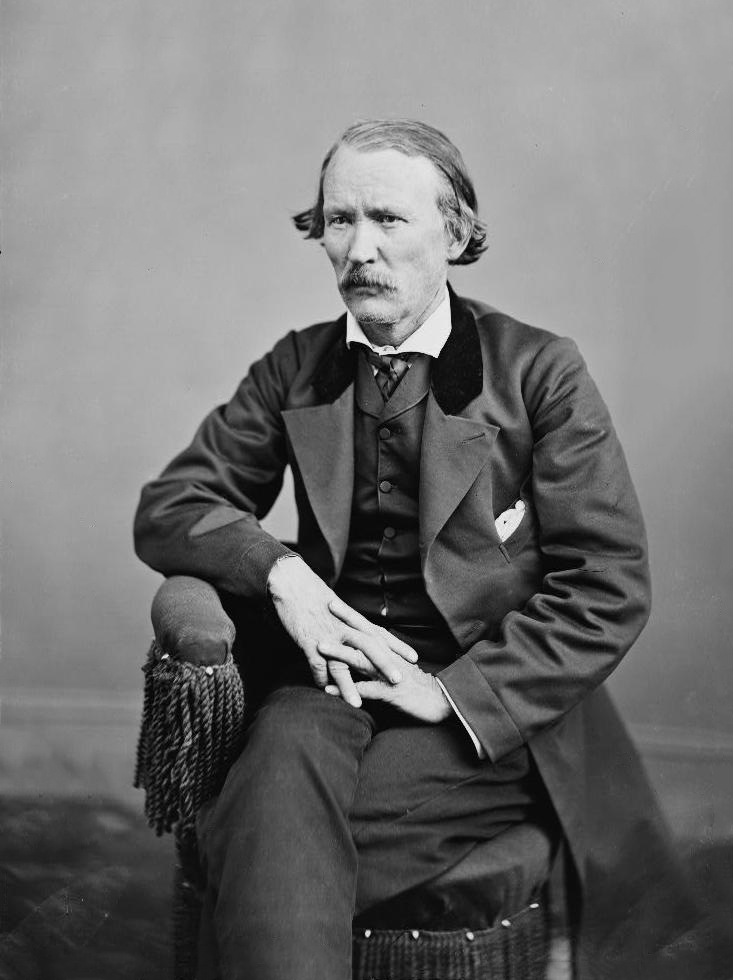
Kit Carson

Christopher "Kit" Carson, född 24 december 1809 i Madison County, Kentucky, död 23 maj 1868 på Fort Lyon i Bent County, Colorado, var en amerikansk nybyggare, pälsjägare och spanare. 

## Folkhjälte
Carson blev en amerikansk folkhjälte redan som vägvisare åt John C. Fremonts upptäcktsresor och fungerade snart som hjälte i påhittade historier som publicerades i östkustens tjugofemöreslitteratur. Han spelade också en mindre roll i Kalifornien under det mexikanska kriget. Senare blev han ranchägare i New Mexico och vid tiden för det amerikanska inbördeskrigets utbrott var han indianagent för navajoindianerna. 

## Navajoupproret
Navajoerna försökte dra fördel av att den reguljära amerikanska armén hade dragits tillbaka från territoriet och gjorde uppror för att återfå sina forna rättigheter och sin forna livsstil utanför reservatens trånga gränser. Carson konstituerades som överste och chef för ett frivilligt kavalleriregemente 1861. Hans uppdrag var att föra navajoerna till Bosque Redondo-reservatet. När navajoerna vägrade påbörjade Carson en ekonomisk krigföring, som gick ut på att förstöra deras boskap och grödor. Hans trupper angrep även navajobyar och dödade människor som inte hann fly. Krigföringen tvingade navajoerna att återvända till reservatet. 1864 hade omkring åttatusen navajoer återvänt, medan lika många fortfarande befann sig utanför. För sina insatser tilldelades Carson brigadgenerals "namn, heder och värdighet" 1865. Han var troligen den ende högre chef i den amerikanska armén som inte kunde läsa eller skriva annat än sitt eget namn.

## Eftermäle
Staden Carson City i delstaten Nevada är uppkallad efter honom, liksom staden Kit Carson i delstaten Kalifornien.